# 陕西椭果黄堇
陕西椭果黄堇（学名：Corydalis ellipticarpa var. taipaica）为罂粟科紫堇属下的一个变种。

## 扩展阅读
- 維基物種上的相關：陕西椭果黄堇